# Desa Talunombo (administrativ by i Indonesien, lat -7,96, long 110,92)
Desa Talunombo är en administrativ by i Indonesien.   Den ligger i provinsen Jawa Tengah, i den västra delen av landet, 500 km öster om huvudstaden Jakarta. Desa Talunombo ligger vid sjön Waduk Serbaguna Gajahmungkur.